# Cayan Tower
Cayan Tower é um arranha-céus em Dubai, Emirados Árabes Unidos. A construção desta torre de 330 metros começou em fevereiro de 2006 e estimava-se que fosse finalizada em 2009. Quando concluída, terá 80 andares e será o edifício mais alto do mundo com uma rotação de 90º. A versão atual do arranha-céus superou na eleição a outra proposta mais escura, de 372 metros e 93 andares.
A torre torce-se da mesma maneira que o Turning Torso de Malmö na Suécia, ainda que seja muito mais alta. A cada andar gira-se 1.2˚ em relação à anterior para conseguir os 90˚ da espiral, criando a forma de uma hélice. O arranha-céus terá apartamentos residenciais, habitações de conferências, pistas de tênis, piscinas, ginásio, depósito e um spa.
O projeto é da promotora CAYAN, sua construção está a cargo da construtora Palma Real State, seus arquitetos são Skidmore, Owings, & Merrill (SOM), a torre está sendo construída em Dubai Marina.

## Galeria

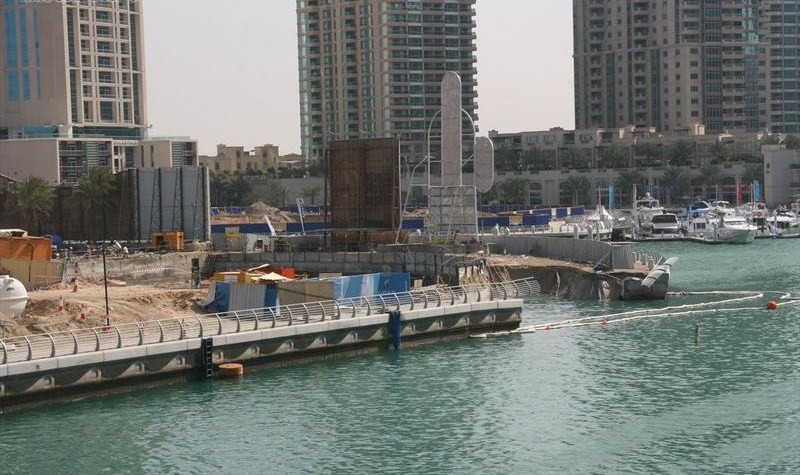
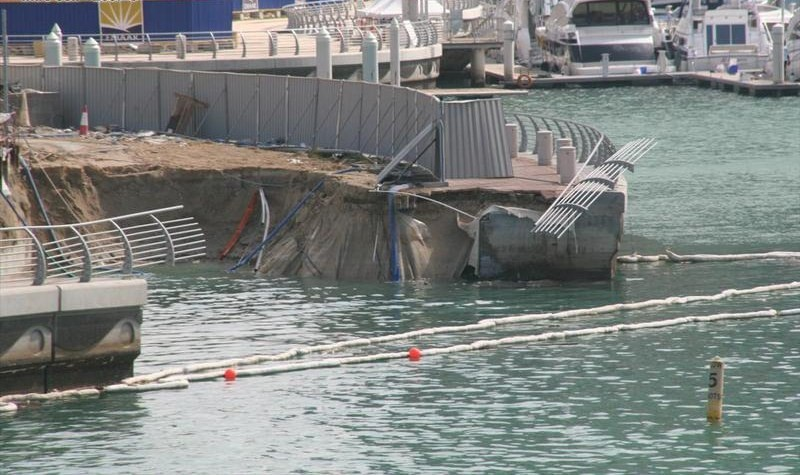
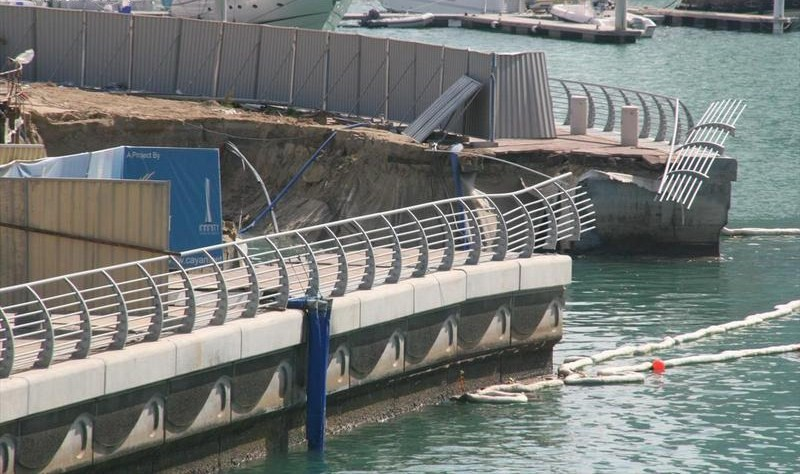
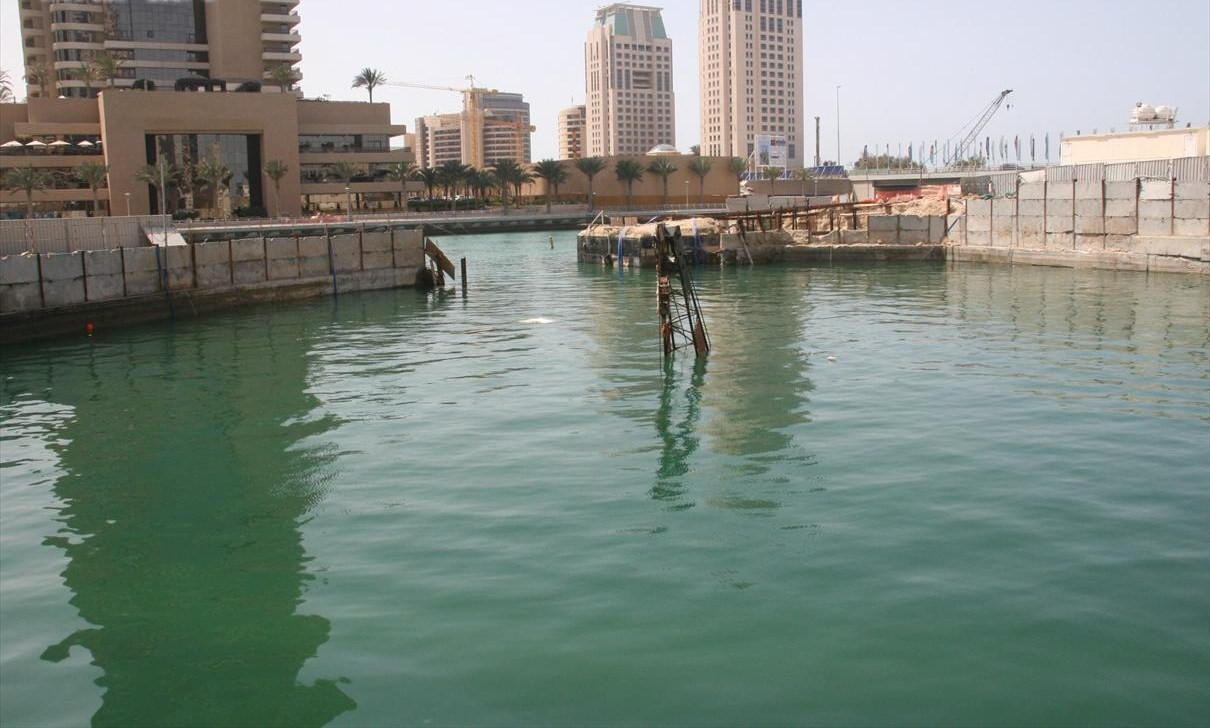